# Squash-Weltmeisterschaften im Doppel und Mixed 2004/Damendoppel
Das Damendoppel der Weltmeisterschaften im Doppel und Mixed 2004 im Squash wurde vom 13. bis 17. Dezember 2004 ausgetragen.
Das topgesetzte australische Geschwisterpaar Natalie und Rachael Grinham wurde nach einem Finalerfolg über die Neuseeländerinnen Louise Crome und Lara Petera Weltmeister. Die Partie endete mit 9:7, 9:4 und 9:2. Die Grinham-Schwestern verloren im gesamten Turnierverlauf keinen Satz.
Das Teilnehmerfeld bestand aus acht Doppelpaarungen, die zu je vier Paarungen in zwei Gruppen im Round-Robin-Modus gegeneinander antraten. Die Gruppensieger und Zweitplatzierten kamen ins Halbfinale und spielten im K.-o.-System die Plätze eins bis vier aus. Die Setzung bei den Positionen drei und vier sowie den Positionen fünf bis acht wurde in Form einer gruppierten Setzung vorgenommen. Diese Setzungen werden daher nachfolgend alphabetisch angegeben.

## Setzliste
| Nr. | Paarung                         | Erreichte Runde |
| --- | ------------------------------- | --------------- |
| 01. | Natalie Grinham Rachael Grinham | Sieg            |
| 02. | Tricia Chuah Nicol David        | Halbfinale      |
| 03. | Shelley Kitchen Tamsyn Leevey   | Halbfinale      |
| 04. | Heidi Mather Amelia Pittock     | Gruppenphase    |

| Nr. | Paarung                              | Erreichte Runde |
| --- | ------------------------------------ | --------------- |
| 05. | Diana Argyle Angelique Clifton-Parks | Gruppenphase    |
| 06. | Kasey Brown Melissa Martin           | Gruppenphase    |
| 07. | Louise Crome Lara Petera             | Finale          |
| 08. | Louisa Hall Latasha Khan             | Gruppenphase    |

### Zeichenerklärung
- Q = Qualifikant
- WC = Wildcard
- LL = Lucky Loser
- ALT = Ersatz (alternate)
- PR = Protected Ranking
- r = Aufgabe (retired)
- d = Disqualifikation
- w.o. = walkover

## Ergebnisse

### Vorrunde

#### Gruppe A
| Rang | Setzung | Doppel                          | Sp. | S | N   | S.-Diff. | P.-Diff. | Pkt. |
| ---- | ------- | ------------------------------- | --- | - | --- | -------- | -------- | ---- |
| 1    | 1       | Natalie Grinham Rachael Grinham | 3   | 3 | 9:0 | 9        | 85:46    | 6    |
| 2    | 3/4     | Shelley Kitchen Tamsyn Leevey   | 3   | 2 | 1   | 6:5      | 91:86    | 4    |
| 3    | 5/8     | Kasey Brown Melissa Martin      | 3   | 1 | 2   | 4:6      | 80:88    | 2    |
| 4    | 5/8     | Louisa Hall Latasha Khan        | 3   | 0 | 3   | 1:9      | 53:89    | 0    |

| Spielerinnen      | Spielerinnen     | Ergebnis              |
| ----------------- | ---------------- | --------------------- |
| Grinham / Grinham | Hall / Khan      | 9:6, 9:1, 9:2         |
| Kitchen / Leevey  | Brown / Martin   | 11:10, 9:7, 6:9, 11:9 |
| Grinham / Grinham | Kitchen / Leevey | 9:4, 11:9, 11:8       |
| Kitchen / Leevey  | Hall / Khan      | 9:4, 6:9, 9:3, 9:4    |
| Grinham / Grinham | Brown / Martin   | 9:6, 9:4, 9:6         |
| Brown / Martin    | Hall / Khan      | 11:10, 9:7, 9:7       |

#### Gruppe B
| Rang | Setzung | Doppel                               | Sp. | S | N | S.-Diff. | P.-Diff. | Pkt. |
| ---- | ------- | ------------------------------------ | --- | - | - | -------- | -------- | ---- |
| 1    | 5/8     | Louise Crome Lara Petera             | 3   | 3 | 0 | 9:1      | 88:50    | 6    |
| 2    | 2       | Tricia Chuah Nicol David             | 3   | 2 | 1 | 6:6      | 84:73    | 4    |
| 3    | 5/8     | Diana Argyle Angelique Clifton-Parks | 3   | 1 | 2 | 4:7      | 68:95    | 2    |
| 4    | 3/4     | Heidi Mather Amelia Pittock          | 3   | 0 | 3 | 4:9      | 88:110   | 0    |

| Spielerinnen           | Spielerinnen           | Ergebnis                |
| ---------------------- | ---------------------- | ----------------------- |
| Crome / Petera         | Chuah / David          | 9:5, 9:7, 9:1           |
| Argyle / Clifton-Parks | Mather / Pittock       | 7:9, 11:10, 11:9, 9:7   |
| Chuah / David          | Argyle / Clifton-Parks | 9:1, 9:5, 6:9, 9:2      |
| Crome / Petera         | Mather / Pittock       | 9:4, 5:9, 9:3, 11:8     |
| Crome / Petera         | Argyle / Clifton-Parks | 9:4, 9:4, 9:5           |
| Chuah / David          | Mather / Pittock       | 6:9, 9:5, 5:9, 9:6, 9:0 |

### Finalrunde
|  | Halbfinale | Halbfinale                      | Halbfinale               | Halbfinale | Halbfinale | Halbfinale | Halbfinale                      |    |                          | Finale | Finale | Finale | Finale | Finale | Finale | Finale |
|  |            |                                 |                          |            |            |            |                                 |    |                          |        |        |        |        |        |        |        |
|  | 1          | Natalie Grinham Rachael Grinham | 9                        | 9          | 9          |            |                                 |    |                          |        |        |        |        |        |        |        |
|  | 2          | Tricia Chuah Nicol David        | 4                        | 5          | 4          |            |                                 |    |                          |        |        |        |        |        |        |        |
|  | 2          | Tricia Chuah Nicol David        | 4                        | 5          | 4          | 1          | Natalie Grinham Rachael Grinham | 9  | 9                        | 9      |        |        |        |        |        |        |
|  |            |                                 |                          |            |            |            |                                 | 9  | 9                        | 9      |        |        |        |        |        |        |
|  |            | 5/8                             | Louise Crome Lara Petera | 7          | 4          | 2          |                                 |    |                          |        |        |        |        |        |        |        |
|  | 3/4        | 5/8                             | Louise Crome Lara Petera | 7          | 4          | 2          | Shelley Kitchen Tamsyn Leevey   | 10 | 8                        | 9      | 7      |        |        |        |        |        |
|  | 3/4        |                                 |                          |            |            |            |                                 |    | 8                        | 9      | 7      |        |        |        |        |        |
|  | 5/8        | Louise Crome Lara Petera        | 11                       | 11         | 7          | 9          |                                 |    |                          |        |        |        |        |        |        |        |
|  | 5/8        | Louise Crome Lara Petera        | 11                       | 11         | 7          | 9          | Spiel um Platz 3                |    |                          |        |        |        |        |        |        |        |
|  |            |                                 |                          |            |            |            |                                 | 2  | Tricia Chuah Nicol David | 7      | 5      | 6      |        |        |        |        |
|  | 3/4        | Shelley Kitchen Tamsyn Leevey   | 9                        | 9          | 9          |            |                                 |    |                          |        |        |        |        |        |        |        |